# Cuvânt gramatical
În lingvistică, un cuvânt gramatical sau funcțional este un cuvânt ce îndeplinește în limbă o funcție exclusiv sau preponderent gramaticală, opunându-se prin aceasta cuvântului cu sens lexical (conținut noțional) deplin.

## Categorii de cuvinte gramaticale
Cuvinte gramaticale sunt determinanții abstracți, adică articolele (hotărât, nehotărât, posesiv, demonstrativ, partitiv) și adjectivele pronominale (de întărire, posesive, demonstrative, relative, interogative, nehotărâte și negative). Alte categorii de cuvinte gramaticale sunt prepozițiile, conjuncțiile și verbele auxiliare. David Crystal consideră cuvinte gramaticale și pronumele: personal, reflexiv, posesiv, de întărire, demonstrativ, interogativ, relativ, nehotărât și negativ.
Printre categoriile de cuvinte gramaticale există o gradație din punctul de vedere al sensului lexical. Astfel, Gheorghe Constantinescu-Dobridor, folosind termenul „cuvânt fără conținut noțional”, în care include articolele, prepozițiile și conjuncțiile, constată că articolele au numai sens gramatical, deci sens lexical nul, iar prepozițiile și conjuncțiile au un sens lexical, dar foarte abstract și slab. El opune cuvintele fără conținut noțional „cuvintelor cu conținut noțional”, printre care include și pronumele. Mioara Avram folosește termenii „cuvânt ajutător” și „instrument gramatical”, care includ articolele, prepozițiile și conjuncțiile, opunându-le „cuvintelor cu sens lexical de sine stătător” sau „autosemantice”, printre care include și pronumele, pe lângă substantive, adjective, numerale și verbe, caracteristica comună a acestora fiind că pot avea funcție sintactică în propoziție, pe când prepozițiile și conjuncțiile exprimă numai raporturi sintactice între cuvinte și propoziții.

## Caracteristici secundare
Cuvintele gramaticale mai pot avea și caracteristici secundare. Una dintre acestea este că din punct de vedere frazeologic nu au restricții colocaționale specifice, adică nu își pierd sensul individual în colocații, așa cum se poate întâmpla cu părțile de vorbire cu sens lexical deplin.
Altă caracteristică, proprie numai unor cuvinte gramaticale, este prozodică. Aceasta constă în pierderea accentului și în faptul că din acest punct de vedere formează un singur cuvânt împreună cu un cuvânt învecinat, care poartă accentul. În limba franceză, de pildă, un asemenea cuvânt, numit „grup ritmic”, poate conține și trei sau patru cuvinte gramaticale neaccentuate (ex. je l’ai quitté „l-am părăsit”, format dintr-un pronume personal cu funcție de subiect, un pronume personal cu funcție de complement direct, un verb auxiliar și un verb cu sens lexical deplin). În limba engleză, cele mai multe cuvinte gramaticale pot avea o „formă tare” (strong form), când sunt accentuate, și o „formă slabă” (weak form), când nu sunt accentuate. Exemplu: I want bacon and eggs „Doresc bacon și ouă” vs. I want bacon – and eggs „Doresc bacon și ouă” (and accentuat, pentru a include sensul „de asemenea”). Pierderea accentului poate duce la fenomenul de elidare ocazională, adică la căderea unor sunete din cuvântul gramatical, dacă se vorbește relativ repede și cu o grijă relativ redusă de a articula sunetele. Astfel, în engleză, sintagma cup of tea poate fi auzită și în forma cuppa tea. Lipsa elidării și elidarea cu căderea unui număr diferit de sunete duce la existența mai multor forme slabe. Astfel, cuvântul englezesc and „și” neaccentuat poate suna [ænd], [nd] sau [n] (ex. boys ’n’ girls „băieți și fete”).